# Seznam perských panovníků
Seznam perských panovníků zahrnuje všechny vladaře působící na území dnešního Íránu od nástupu tvůrce perské říše Kýra Velikého až po šáha Muhammada Rezu Pahlavího (559 př. n. l. – 1979 n. l.). Dřívějšími králi elamskými a médskými z dob před vznikem perského státu se zabývají články Seznam elamských králů a Médie.

## Stará perská říše(559 př. n. l.–329 př. n. l.)
| Achaimenovská dynastie |                           |         |                   |               | |
| Jméno panovníka        | Jméno panovníka           | Portrét | Počátek vlády     | Konec vlády   | Poznámka |
| 1                      | Kýros II. – 𐎤𐎢𐎽𐎢𐏁         |         | cca 559 př. n. l. | 530 př. n. l. | Jeden z největších dobyvatelů starověku. Vojensky ovládl médskou, lýdskou a novobabylonskou říši a založil perské impérium.                                         |
| 2                      | Kambýsés II. – 𐎣𐎲𐎢𐎪𐎡𐎹     |         | 530 př. n. l.     | 522 př. n. l. | Podnikl výpravu do Egypta a ukončil vládu 26. dynastie. Po jeho náhlé smrti propukly v Persii těžké vnitřní zmatky.                                                 |
| 3                      | Gaumáta                   |         | 522 př. n. l.     | 522 př. n. l. | Uchvatitel. Podle soudobých zpráv se vydával za Kambýsova bratra Smerdia. Zavražděn.                                                                                |
| 4                      | Dareios I.                |         | 522/521 př. n. l. | 486 př. n. l. | Tvůrce perské správní struktury. Bojoval neúspěšně se Skythy a jen částečně úspěšně s Řeky (potlačení iónského povstání, porážka v bitvě u Marathónu).              |
| 5                      | Xerxés I.                 |         | 486 př. n. l.     | 465 př. n. l. | Vedl nákladnou válku s Řeky, která skončila fiaskem (řecko-perské války). Zavražděn.                                                                                |
| 6                      | Artaxerxés I. – 𐎠𐎼𐎫𐎧𐏁𐏂𐎠   |         | 465 př. n. l.     | 424 př. n. l. | Fakticky rezignoval na podrobení řeckého prostoru. |
| 7                      | Xerxés II.                |         | 424 př. n. l.     | 423 př. n. l. | Svržen svým nevlastním bratrem Sogdianem. |
| 8                      | Sogdianos                 |         | 423 př. n. l.     | 423 př. n. l. | Svržen nevlastním bratrem Óchem (pozdějším Dareiem II.). |
| 9                      | Dareios II. – 𐎭𐎠𐎼𐎹𐎺𐎢𐏁     |         | 423 př. n. l.     | 404 př. n. l. | Levoboček Artaxerxa I. Za peloponnéské války podporoval Spartu proti Athénám.                                                                                       |
| 10                     | Artaxerxés II. – 𐎠𐎼𐎫𐎧𐏁𐏂𐎠  |         | 404 př. n. l.     | 359 př. n. l. | Musel si trůn vybojovat v občanské válce s bratrem Kýrem Mladším a současně ztratil Egypt. Na Řecích si vymohl uznání perských držav v Malé Asii ("královský mír"). |
| 11                     | Artaxerxés III. – 𐎠𐎼𐎫𐎧𐏁𐏂𐎠 |         | 359 př. n. l.     | 338 př. n. l. | Dobyl nazpět Egypt. Zavražděn. |
| 12                     | Arsés                     |         | 338 př. n. l.     | 336 př. n. l. | Faktickým vládcem země velmož Bagoás. |
| 13                     | Dareios III.              |         | 336 př. n. l.     | 330 př. n. l. | Odstranil Bagoáse a potlačil vzpouru v Egyptě, nakonec byl však ve třech velkých bitvách poražen makedonským králem Alexandrem. Pád achaimenovské říše.             |
| 14                     | Artaxerxés IV. (Béssos)   |         | 330 př. n. l.     | 329 př. n. l. | Původně satrapa baktrijský. Marně vzdoroval Alexandrovým vojskům.                                                                                                   |

## Říše Alexandra Velikého(330 př. n. l.–309 př. n. l.)
| Argeovská dynastie |                       |         |               |               | |
| Jméno panovníka    | Jméno panovníka       | Portrét | Počátek vlády | Konec vlády   | Poznámka |
| 1                  | Alexandr III. Veliký  |         | 330 př. n. l. | 323 př. n. l. | Syn makedonského krále Filipa II. vyvrátil perskou říši Achaimenovců a na jejím místě založil helenizovanou makedonskou říši. |
| 2                  | Filip III. Arrhidaios |         | 323 př. n. l. | 317 př. n. l. | Bratr předchozího. Skutečnou vládu v říši vykonávali Alexandrovi vojevůdci (diadochové).                                      |
| 3                  | Alexandr IV.          |         | 323 př. n. l. | 309 př. n. l. | Syn Alexandra Velikého. Rozklad makedonské říše na menší helénistická království. Zavražděn.                                  |

## Seleukovská říše(312 př. n. l.–125 př. n. l.)
| Seleukovská dynastie |                                  |         |                   |                   | |
| Jméno panovníka      | Jméno panovníka                  | Portrét | Počátek vlády     | Konec vlády       | Poznámka |
| 1                    | Seleukos I. Níkátór              |         | 312 př. n. l.     | 281 př. n. l.     | Původně vojevůdce Alexandra Velikého zmocnil se jako satrapa babylónský íránských krajů a v roce 306/305 př. n. l. se prohlásil králem. |
| 2                    | Antiochos I. Sótér               |         | 281 př. n. l.     | 261 př. n. l.     | |
| 3                    | Antiochos II. Theós              |         | 261 př. n. l.     | 246 př. n. l.     | |
| 4                    | Seleukos II. Kallinikos          |         | 246 př. n. l.     | 225 př. n. l.     | |
| 5                    | Seleukos III. Sótér Keraunos     |         | 225 př. n. l.     | 223 př. n. l.     | |
| 6                    | Antiochos III. Veliký            |         | 223 př. n. l.     | 187 př. n. l.     | |
| 7                    | Seleukos IV. Filopatór           |         | 187 př. n. l.     | 175 př. n. l.     | |
| 8                    | Antiochos IV. Epifanés           |         | 175 př. n. l.     | 164 př. n. l.     | |
| 9                    | Antiochos V. Eupatór             |         | 164 př. n. l.     | 162 př. n. l.     | |
| 10                   | Démétrios I. Sótér               |         | 162 př. n. l.     | 150 př. n. l.     | |
| 11                   | Alexandr I. Balás                |         | 150 př. n. l.     | 145 př. n. l.     | |
| 12                   | Démétrios II. Níkátor (poprvé)   |         | 145 př. n. l.     | 139/138 př. n. l. | |
| 13                   | Antiochos VI. Epifanés Dionýsos  |         | 145 př. n. l.     | 142 př. n. l.     | |
| 14                   | Diodotos Tryfón                  |         | 142 př. n. l.     | 138 př. n. l.     | |
| 15                   | Antiochos VII. Euergetés Sidetés |         | 139/138 př. n. l. | 129 př. n. l.     | |
| 16                   | Démétrios II. Níkátor (podruhé)  |         | 129 př. n. l.     | 125 př. n. l.     | |

## Parthská říše(247/238 př. n. l.–224n. l.)
| Arsakovská dynastie |                        |         |                   |                   | |
| Jméno panovníka     | Jméno panovníka        | Portrét | Počátek vlády     | Konec vlády       | Poznámka |
| 1                   | Arsakés I.             |         | 247/238 př. n. l. | 217 př. n. l.     | Zakladatel dynastie Arsakovců, původně náčelník skythského etnika Parnů. Dobyl část dnešního severovýchodního Íránu (Parthii), ve zbytku země dál vládli Seleukovci. |
| 2                   | Arsakés II.            |         | 217 př. n. l.     | 191 př. n. l.     | |
| 3                   | Friapatios             |         | 191 př. n. l.     | 176 př. n. l.     | |
| 4                   | Fraatés I.             |         | 176 př. n. l.     | 171 př. n. l.     | |
| 5                   | Mithradatés I.         |         | 171 př. n. l.     | 139/138 př. n. l. | |
| 6                   | Fraatés II.            |         | 139/138 př. n. l. | 128 př. n. l.     | |
| 7                   | Artabanos I.           |         | 128 př. n. l.     | 124/123 př. n. l. | |
| 8                   | Mithradatés II.        |         | 124/123 př. n. l. | 88/87 př. n. l.   | |
| 9                   | Gótarzés I.            |         | 91/90 př. n. l.   | 81/80 př. n. l.   | |
| 10                  | Oródés I.              |         | 81/80 př. n. l.   | 78/77 př. n. l.   | |
| 11                  | Sinatrukés             |         | 78/77 př. n. l.   | 71/70 př. n. l.   | |
| 12                  | Fraatés III.           |         | 71/70 př. n. l.   | 58/57 př. n. l.   | |
| 13                  | Mithradatés III.       |         | 58/57 př. n. l.   | 56/55 př. n. l.   | |
| 14                  | Oródés II.             |         | 58/57 př. n. l.   | 38 př. n. l.      | |
| 15                  | Fraatés IV.            |         | 38 př. n. l.      | 3/2 př. n. l.     | |
| 16                  | Fraatés V. (Fraatakés) |         | 2 př. n. l.       | 4 n. l.           | |
| 17                  | Oródés III.            |         | 4                 | 6/7               | |
| 18                  | Vonónés I.             |         | 7/8               | 10/11             | |
| 19                  | Artabanos II.          |         | 10/11             | 38                | |
| 20                  | Vardanés               |         | 38/39             | 45                | |
| 21                  | Gótarzés II.           |         | 43/44             | 51                | |
| 22                  | Vonónés II.            |         | 51                | 51                | |
| 23                  | Vologaisés I.          |         | 51                | 77/78             | |
| 24                  | Pakoros                |         | 77/78             | 114/115           | |
| 25                  | Vologaisés II.         |         | 77/78             | 78/79             | |
| 26                  | Artabanos III.         |         | 79/80             | 80/81             | |
| 27                  | Osroés                 |         | 108               | 128/129           | |
| 28                  | Vologaisés III.        |         | 111/112           | 147/148           | |
| 29                  | Mithradatés IV.        |         | 129               | 140               | |
| 30                  | Vologaisés IV.         |         | 147/148           | 191/192           | |
| 31                  | Vologaisés V.          |         | 191/192           | 207/208           | |
| 32                  | Vologaisés VI.         |         | 207/208           | 227/228           | |
| 33                  | Artabanos IV.          |         | 213               | 224               | |

## Novoperská říše(224–651)
| Sásánovská dynastie |                      |         |               |             | |
| Jméno panovníka     | Jméno panovníka      | Portrét | Počátek vlády | Konec vlády | Poznámka |
| 1                   | Ardašír I.           |         | 224           | 240/241     | Porazil parthského krále Artabana IV. a na troskách jeho říše založil novoperský stát a sásánovskou královskou dynastii.                             |
| 2                   | Šápúr I.             |         | 240/241       | 271/272     | Vedl dlouholeté úspěšné války s Římany, při nichž roku 260 zajal císaře Valeriana.                                                                   |
| 3                   | Hormizd I.           |         | 271/272       | 273         | Původně arménský král, syn Šápúra I. Zúčastnil se některých otcových tažení proti Římu.                                                              |
| 4                   | Bahrám I.            |         | 273           | 276         | Podporoval zarathuštrismus a dal popravit náboženského reformátora Máního, zakladatele manicheismu.                                                  |
| 5                   | Bahrám II.           |         | 276           | 293         | Vedl krátkou válku s Římem, při níž zahynul císař Carus. Velký vliv na něj měl duchovní Kartír.                                                      |
| 6                   | Bahrám III.          |         | 293           | 293         | Svržen svým strýcem Narsém. |
| 7                   | Narsé                |         | 293           | 302         | Poražen Římany a donucen mírem v Nisibis vzdát se určitých území.                                                                                    |
| 8                   | Hormizd II.          |         | 302           | 309         | Oženil se s kušánskou princeznou. Po jeho smrti propukly spory o trůn mezi jeho syny.                                                                |
| 9                   | Ádhar Narsé          |         | 309           | 309         | Vládl jen krátce, svržen převratem. |
| 10                  | Šápúr II.            |         | 309           | 379         | Bojoval s arabskými kmeny i s Římem, v roce 363 odrazil vpád císaře Juliana do Mezopotámie. Pronásledoval křesťany.                                  |
| 11                  | Ardašír II.          |         | 379           | 383         | Bratr nebo syn Šápúra II. |
| 12                  | Šápúr III.           |         | 383           | 388         | Dohodl se Římany o rozdělení Arménie mezi obě říše.                                                                                                  |
| 13                  | Bahrám IV.           |         | 388           | 399         | Odrazil vpád hunských etnik do Mezopotámie. |
| 14                  | Jazdkart I.          |         | 399           | 421         | Oproti svým předchůdcům vystupoval tolerantně vůči křesťanům.                                                                                        |
| 15                  | Bahrám V. Gór        |         | 421           | 439         | Vedl krátkou válku s Římem, v perské tradici je s ním spojena řada legend.                                                                           |
| 16                  | Jazdkart II.         |         | 439           | 457         | Diskriminoval křesťany a válčil s východořímskou říší.                                                                                               |
| 17                  | Hormizd III.         |         | 457           | 459         | Svržen bratrem Pérózem. |
| 18                  | Péróz I.             |         | 459           | 484         | Utrpěl těžké porážky od Hefthalitů na severovýchodě.                                                                                                 |
| 19                  | Valgaš               |         | 484           | 488         | Postupné posilování moci šlechtických klik. |
| 20                  | Kavád I. (poprvé)    |         | 488           | 496         | Pokusil se obnovit královskou moc s přispěním sociálně zabarveného hnutí v čele s Mazdakem. Svržen převratem, uprchl k Hefthalitům.                  |
| 21                  | Zámásp               |         | 496           | 499         | Bratr Kavádův, vládl krátce z vůle šlechty. Sesazen.                                                                                                 |
| 22                  | Kavád I. (podruhé)   |         | 499           | 531         | S pomocí Hefthalitů znovu dosazen na trůn. Vedl války s východořímskou říší. Potlačení mazdakismu.                                                   |
| 23                  | Husrav I.            |         | 531           | 579         | Reformoval daňový systém a vojenství, po většinu vlády bojoval s císařem Justinianem I. Rozkvět perské kultury.                                      |
| 24                  | Hormizd IV.          |         | 579           | 590         | Vystupoval despoticky, sesazen palácovým převratem.                                                                                                  |
| 25                  | Husrav II. (poprvé)  |         | 590           | 590         | Syn Hormizdův, svržen vojevůdcem Bahrámem Čóvénem, uprchl do východořímské říše.                                                                     |
| 26                  | Bahrám VI. Čóvén     |         | 590           | 591         | Uzurpátor, nepatřil k sásánovskému rodu. Zbaven moci Husravem II. za pomoci východořímských vojsk.                                                   |
| 27                  | Husrav II. (podruhé) |         | 591           | 628         | Řadu let úspěšně válčil s východořímskou říší a dobyl četné její provincie, nakonec však byl poražen a zavražděn. Poslední významný sásánovský král. |
| 28                  | Kavád II. Šéróé      |         | 628           | 628         | Udržel se na trůně jen několik měsíců, počátek úpadku sásánovské říše.                                                                               |
| 29                  | Ardašír III.         |         | 628           | 630         | Nezletilý král, vládl pouze nominálně. |
| 30                  | Šahrvaráz            |         | 630           | 630         | Uzurpátor, nepatřil k sásánovskému rodu. Svržen. |
| 31                  | Husrav III.          |         | 630           | 630         | Vládl jen v části říše. |
| 32                  | Bórán                |         | 630           | 631         | První sásánovská královna. |
| 33                  | Ázarméducht          |         | 631           | 631         | Druhá královna, svržena armádou. |
| 34                  | Hormizd V.           |         | 631           | 632         | Vládl jen v části říše. |
| 35                  | Husrav IV.           |         | nejisté       | nejisté     | Vládl jen v části říše. |
| 36                  | Péróz II.            |         | nejisté       | nejisté     | Vládl jen v části říše. |
| 37                  | Farruchzád Husrav    |         | nejisté       | nejisté     | Vládl jen v části říše. |
| 38                  | Jazdkart III.        |         | 633           | 651         | Poslední sásánovský král, poražen v mnoha bitvách Araby, nakonec zavražděn. Rozpad říše a islamizace jejího teritoria.                               |

## Arabská nadvláda(cca634–861)
| Volení chalífové    |                                |               |             | |
| Jméno panovníka     | Jméno panovníka                | Počátek vlády | Konec vlády | Poznámka |
| 1                   | Umar ibn al-Chattáb            | 634           | 644         | Druh proroka Muhammada. Dobyl na Sásánovcích celou Mezopotámii a velkou část Íránu. Zbytky vojsk perského krále Jazdkarta III. pokračovaly v odporu na východě země. |
| 2                   | Uthmán ibn Affán               | 644           | 656         | |
| 3                   | Alí ibn Abú Tálib              | 656           | 661         | |
| Umajjovská dynastie |                                |               |             | |
| Jméno panovníka     | Jméno panovníka                | Počátek vlády | Konec vlády | Poznámka |
| 1                   | Mu‘ávija I.                    | 661           | 680         | Zakladatel dynastie Umajjovců, vládl říši z Damašku. Stoupenci Husajna, syna chalífy Alího, ho neuznávali za hlavu islámu (mnozí z nich působili v Persii).          |
| 2                   | Jazíd I.                       | 680           | 683         | |
| 3                   | Mu‘ávija II.                   | 683           | 683         | |
| 4                   | Marván I.                      | 683           | 685         | |
| 5                   | Abdulmalik                     | 685           | 705         | |
| 6                   | al-Valíd I.                    | 705           | 715         | |
| 7                   | Sulajmán                       | 715           | 717         | |
| 8                   | Umar II.                       | 717           | 720         | |
| 9                   | Jazíd II.                      | 720           | 724         | |
| 10                  | Hišám                          | 724           | 743         | |
| 11                  | al-Valíd II.                   | 743           | 744         | |
| 12                  | Jazíd III.                     | 744           | 744         | |
| 13                  | Ibráhím                        | 744           | 744         | |
| 14                  | Marván II.                     | 744           | 750         | |
| Abbásovská dynastie |                                |               |             | |
| Jméno panovníka     | Jméno panovníka                | Počátek vlády | Konec vlády | Poznámka |
| 1                   | Abú-l-Abbás Abdulláh as-Saffáh | 750           | 754         | |
| 2                   | al-Mansúr                      | 754           | 775         | |
| 3                   | al-Mahdí                       | 775           | 785         | |
| 4                   | Músá al-Hádí                   | 785           | 786         | |
| 5                   | Hárún ar-Rašíd                 | 786           | 809         | |
| 6                   | al-Amín                        | 809           | 813         | |
| 7                   | al-Ma'mún                      | 813           | 833         | |
| 8                   | al-Mu'tasim                    | 833           | 842         | |
| 9                   | al-Váthik                      | 842           | 847         | |
| 10                  | al-Mutavakkil                  | 847           | 861         | |

## Období partikularismu (821/861–1220/1231)
| Táhirovská dynastie |                     |               |             | |
| Jméno panovníka     | Jméno panovníka     | Počátek vlády | Konec vlády | Poznámka |
| 1                   | Táhir ibn al-Husajn | 821           | 822         | Původem Peršan. V boji o moc mezi syny chalífy Hárúna ar-Rašída prokázal cenné služby novému abbásovskému vládci al-Ma'múnovi a obdržel za to místodržitelství v Chorásánu na východě Persie. Fakticky z oblasti vytvořil nezávislý státní útvar. |
| 2                   | Talha               | 822           | 828         | |
| 3                   | Abdulláh            | 828           | 845         | Rozmach moci Táhirovců. |
| 4                   | Táhir II.           | 845           | 862         | Rozmach moci Táhirovců (k říši patřilo území od Chorásánu až po hranice Indie a k tomu Fárs, Rajj a Kermán). |
| 5                   | Muhammad            | 862           | 873         | Zajat Ja'kúbem ibn Lajth as-Saffár. |
| 6                   | Táhir III.          | 873           | 875         | |

| Saffárovská dynastie |                            |               |             | |
| Jméno panovníka      | Jméno panovníka            | Počátek vlády | Konec vlády | Poznámka |
| 1                    | Ja'kúb ibn Lajth as-Saffár | 861           | 879         | Ukončil vládu Táhirovců a zmocnil se i centrální Persie. Poté podnikl výpravu proti abbásovskému chalífovi al-Mu'tamidovi (jehož prohlásil za uzurpátora), avšak nedaleko Bagdádu byl roku 876 odražen. |
| 2                    | Amr ibn Lajth              | 879           | 900         | Bratr Ja'kúbův. Bojoval se Sámánovcem Ismá'ílem ibn Ahmad, byl zajat, vydán chalífovi do Bagdádu a roku 902 popraven.                                                                                   |

| Alíovská dynastie |                           |               |             | |
| Jméno panovníka   | Jméno panovníka           | Počátek vlády | Konec vlády | Poznámka |
| 1                 | al-Hasan ibn Zajd         | 864           | 884         | Syn imáma Zajda. Zmocnil se vlády v Tabaristánu a svou pozici úspěšně uhájil před Saffárovcem Ja'kúbem ibn Lajth. Jeho nástupcem se stal bratr Muhammad. |
| 2                 | Muhammad ibn Zajd         | 884           | 900         | Poražen Sámánovcem Ismá'ílem a v boji padl. |
| 3                 | al-Hasan ibn Alí al-Utruš | 913           | 916         | Odňal Tabaristán Sámánovci Nasrovi. |
| 4                 | al-Hasan ibn al-Kásim     | 916           | 928         | Ztratil své země ve prospěch Zijárovce Mardávídža ibn Zijár.                                                                                             |

| Sámánovská dynastie |                   |               |             | |
| Jméno panovníka     | Jméno panovníka   | Počátek vlády | Konec vlády | Poznámka |
| 1                   | Ismá'íl ibn Ahmad | 892           | 907         | Svůj původ odvozoval od Sásánovců. Spravoval kraje za řekou Amudarja, Samarkand a Fargánu. V roce 900 porazil a zajal Saffárovce Amra a získal většinu jeho držav. |
| 2                   | Abú Nasr Ahmad    | 907           | 914         | |
| 3                   | Abú-l-Hasan Nasr  | 914           | 943         | |
| 4                   | Núh I.            | 943           | 954         | |
| 5                   | Abdulmalik I.     | 954           | 961         | |
| 6                   | al-Mansúr I.      | 961           | 976         | |
| 7                   | Núh II.           | 976           | 997         | |
| 8                   | al-Mansúr II.     | 997           | 999         | |
| 9                   | Abdulmalik II.    | 999           | 999         | |

| Zijárovská dynastie |                        |               |             | |
| Jméno panovníka     | Jméno panovníka        | Počátek vlády | Konec vlády | Poznámka |
| 1                   | Mardávídž ibn Zijár    | 928           | 935         | Vůdce dajlamských žoldnéřů. Ovládl Tabaristán, Rajj a Kazvín, k nimž později připojil i Džibál a Isfahán. Jeho potomci udrželi v moci rodu jen Džurdžán a Tabaristán. |
| 2                   | Vušmgír ibn Zijár      | 935           | 967         | |
| 3                   | Bísutún ibn Vušmgír    | 967           | 976         | |
| 4                   | Kábús ibn Vušmgír      | 976           | 1012        | |
| 5                   | Manúčihr ibn Kábús     | 1012          | 1029        | |
| 6                   | Anúširván ibn Manúčihr | 1029          | 1049        | |
| 7                   | Kábús ibn Dárá         | 1049          | 1069        | |

| Bújovská dynastie                 |                        |               |             | |
| Linie ve Fársu                    |                        |               |             | |
| Jméno panovníka                   | Jméno panovníka        | Počátek vlády | Konec vlády | Poznámka |
| 1                                 | Imáduddaula            | 934           | 949         | Původně důstojník Mardávídže ibn Zijár jménem Alí, jenž byl synem dajlamského zemana Abú Šudžá' Búja. S pomocí svých bratrů ovládl velkou část držav Zijárovců a k tomu ještě Fárs a Kermán. Sám obdržel do správy Fárs, jeho bratr Ahmad Kermán a druhý bratr Hasan Rajj, Hamadán a Isfahán. Všichni tři dostali od chalífy čestná jména (Imáduddaula = sloup říše). |
| 2                                 | Abú Šudžá' Adududdaula | 949           | 983         | Za jeho vlády nastal rozkvět bújovské říše. V roce 978, po smrti svého bratrance Izzuddauly, se stal i vládcem v Iráku a Kermánu. Podporoval učence, zřizoval knihovny, budoval paláce (Bagdád, Šíráz). Jméno Adududdaula znamená opora říše. |
| 3                                 | Šarafuddaula           | 983           | 989         | |
| 4                                 | Samsámuddaula          | 989           | 998         | |
| 5                                 | Bahá'uddaula           | 998           | 1012        | |
| 6                                 | Sultánuddaula          | 1012          | 1024        | |
| 7                                 | Imáduddaula II.        | 1024          | 1048        | |
| 8                                 | al-Málik ar-Rahím      | 1048          | 1055        | |
| Linie v Kermánu a Chúzistánu      |                        |               |             | |
| Jméno panovníka                   | Jméno panovníka        | Počátek vlády | Konec vlády | Poznámka |
| 1                                 | Mu'izzuddaula          | 935           | 966         | Původním jménem Ahmad, od roku 945 též faktický vládce Iráku. Jméno Mu'izzuddaula (posilovatel říše) mu udělil chalífa al-Mustakfí. |
| 2                                 | Bachtjár Izzuddaula    | 966           | 978         | |
| 3                                 | Abú Šudžá' Adududdaula | 978           | 983         | Z linie vládnoucí ve Fársu. |
| 4                                 | Samsámuddaula          | 983           | 987         | |
| 5                                 | Šarafuddaula           | 987           | 989         | |
| 6                                 | Bahá'uddaula           | 989           | 1012        | |
| 7                                 | Sultánuddaula          | 1012          | 1021        | |
| 8                                 | Kivámuddaula           | 1012          | 1028        | |
| 9                                 | Abú Kálídžár Marzubán  | 1028          | 1048        | |
| 10                                | Abú Mansúr             | 1048          | 1056        | |
| Linie v Rajj, Isfahánu a Hamadánu |                        |               |             | |
| Jméno panovníka                   | Jméno panovníka        | Počátek vlády | Konec vlády | Poznámka |
| 1                                 | Ruknuddaula            | 935           | 976         | Původním jménem Hasan, jméno Ruknuddaula znamená pilíř říše. Bratr Alího (Imáduddauly) a Ahmada (Mu'izzuddauly). |
| 2                                 | Mu'ajjaduddaula        | 976           | 983         | |
| 3                                 | Fachruddaula           | 976           | 997         | |
| 4                                 | Madžduddaula           | 997           | 1029        | |
| 5                                 | Šamsuddaula            | 997           | 1021        | |
| 6                                 | Samá'uddaula           | 1021          | 1023        | |

| Ghaznovská dynastie |                   |               |             | |
| Jméno panovníka     | Jméno panovníka   | Počátek vlády | Konec vlády | Poznámka |
| 1                   | Sebüktegin        | 977           | 997         | Původně ve službách Sámánovců, později samostatný vladař v Ghazně. V sámánovské říši se domohl pozice podobné postavení franských majordomů.                                                                                     |
| 2                   | Ismá'íl           | 997           | 999         | Syn Sebükteginův, svržen bratrem Mahmúdem. |
| 3                   | Mahmúd            | 999           | 1030        | Největší ghaznovský panovník. Dobyl Sístán, Rajj, Kazvín a část Přední Indie a byl horlivým podporovatelem umění a věd. Chalífa mu udělil čestné jméno Jamínuddaula (pravice, popř. štěstí říše). Užíval titulu šáh nebo sultán. |
| 4                   | Mas'úd            | 1030          | 1042        | |
| 5                   | Maudúd            | 1042          | 1048        | |
| 6                   | Abú-l-Hasan Alí   | 1048          | 1049        | |
| 7                   | Abdurrašíd        | 1049          | 1053        | |
| 8                   | Farruchzád        | 1053          | 1059        | |
| 9                   | Ibráhím           | 1059          | 1099        | |
| 10                  | Abú-s-Sa'd Mas'úd | 1099          | 1114        | |
| 11                  | Šírzád            | 1114          | 1115        | |
| 12                  | Arslan            | 1115          | 1118        | |
| 13                  | Bahramšáh         | 1118          | 1152        | |
| 14                  | Chusrau-Šáh       | 1152          | 1160        | |
| 15                  | Chusrau-Malik     | 1160          | 1186        | |

| Seldžucká dynastie   |                    |               |             | |
| Velcí Seldžukové     |                    |               |             | |
| Jméno panovníka      | Jméno panovníka    | Počátek vlády | Konec vlády | Poznámka |
| 1                    | Tugrilbeg          | 1038          | 1063        | Vnuk Seldžuka, náčelníka tureckých Oguzzů. Z oblasti u řeky Syrdarja podnikal nájezdy do perských krajů a na úkor Ghaznovců získal Chorásán, Džurdžán a Tabaristán. Roku 1055 dobyl Bagdád, kde ukončil vládu Bújovců. |
| 2                    | Alparslan          | 1063          | 1072        | |
| 3                    | Malikšáh I.        | 1072          | 1092        | |
| 4                    | Mahmúd             | 1092          | 1094        | |
| 5                    | Barkijaruk         | 1094          | 1104        | |
| 6                    | Malikšáh II.       | 1104          | 1105        | |
| 7                    | Muhammad           | 1105          | 1118        | |
| 8                    | Ahmad Sandžar      | 1118          | 1157        | |
| Iráčtí Seldžukové    |                    |               |             | |
| Jméno panovníka      | Jméno panovníka    | Počátek vlády | Konec vlády | Poznámka |
| 1                    | Abú-l-Kásim Mahmúd | 1118          | 1131        | |
| 2                    | Abú-l-Fath Davud   | 1131          | 1132        | |
| 3                    | Tugril I.          | 1132          | 1134        | |
| 4                    | Mas'úd             | 1134          | 1152        | |
| 5                    | Malikšáh           | 1152          | 1153        | |
| 6                    | Muhammad           | 1153          | 1158        | |
| 7                    | Süleymanšáh        | 1159          | 1161        | |
| 8                    | Arslanšáh          | 1161          | 1176        | |
| 9                    | Tugril II.         | 1176          | 1194        | |
| Kermánští Seldžukové |                    |               |             | |
| Jméno panovníka      | Jméno panovníka    | Počátek vlády | Konec vlády | Poznámka |
| 1                    | Kara Arslan        | 1042          | 1074        | |
| 2                    | Kirmánšáh          | 1074          | 1074        | |
| 3                    | Sultánšáh          | 1074          | 1085        | |
| 4                    | Turanšáh I.        | 1085          | 1097        | |
| 5                    | Íránšáh            | 1097          | 1101        | |
| 5                    | Arslanšáh I.       | 1101          | 1142        | |
| 6                    | Muhammad I.        | 1142          | 1156        | |
| 7                    | Tugrilšáh          | 1156          | 1169        | |
| 8                    | Bahramšáh          | 1169          | 1174        | |
| 9                    | Arslanšáh II.      | 1174          | 1176        | |
| 10                   | Turanšáh II.       | 1176          | 1183        | |
| 11                   | Muhammad II.       | 1183          | 1186        | |

| Chvárizmšáhové  |                        |               |             | |
| Jméno panovníka | Jméno panovníka        | Počátek vlády | Konec vlády | Poznámka |
| 1               | Il-Arslan              | 1156          | 1172        | Příslušník dynastie z Chvárizmu, která vládla asi od roku 1077. Zahájil teritoriální expanzi v perských oblastech rozpadající se seldžucké říše. |
| 2               | Sultánšáh              | 1172          | 1193        | |
| 3               | Tekiš                  | 1193          | 1200        | |
| 4               | Alá'uddín Muhammad     | 1200          | 1220        | Za jeho vlády chvárizmšáhové drželi ve své moci prakticky celou Persii. Poražen v boji s mongolským vládcem Čingischánem.                        |
| 5               | Džaláluddín Mengüberdi | 1220          | 1231        | Kladl marný odpor mongolským útočníkům, nakonec zavražděn.                                                                                       |

## Mongolská nadvláda(1220–1335)
| Velcí chánové   |                 |               |             | |
| Jméno panovníka | Jméno panovníka | Počátek vlády | Konec vlády | Poznámka |
| 1               | Čingischán      | 1206/1220     | 1227        | Původním jménem Temüdžin. Sjednotil mongolské kmeny a v roce 1220 porazil chvárizmšáha Alá'uddína, který kontroloval většinu Persie. Rozlehlé oblasti Středního východu byly zcela zpustošeny, Čingischán ale vytvořil světovou mongolskou říši, do níž vedle Persie spadala i Čína. |
| 2               | Ögedej          | 1227          | 1241        | |
| 3               | Türakina        | 1241          | 1246        | Regentka. |
| 4               | Küjük           | 1246          | 1249        | |
| 5               | Möngke          | 1249          | 1259        | |
| Ílcháni         |                 |               |             | |
| Jméno panovníka | Jméno panovníka | Počátek vlády | Konec vlády | Poznámka |
| 1               | Hülegü          | 1256          | 1265        | Vnuk Čingischánův. Dobyl roku 1258 Bagdád, popravil posledního abbásovského chalífu a ze svých držav (k nimž patřila i Persie) vytvořil jednotný stát, nezávislý na velkém chánovi na východě.                                                                                       |
| 2               | Abaka           | 1265          | 1282        | |
| 3               | Teküder         | 1282          | 1284        | |
| 4               | Argun           | 1284          | 1291        | |
| 5               | Gajchatu        | 1291          | 1295        | |
| 6               | Bajdu           | 1295          | 1295        | |
| 7               | Gazan           | 1295          | 1304        | |
| 8               | Öldžejtü        | 1304          | 1317        | |
| 9               | Abú Sa'íd       | 1317          | 1335        | |

## Druhé období partikularismu (cca1335–1380)
| Indžuovská dynastie |                        |               |             | |
| Jméno panovníka     | Jméno panovníka        | Počátek vlády | Konec vlády | Poznámka |
| 1                   | Šarafuddín Mahmúd Šáh  | 1304          | 1334        | Sunnitského vyznání. Pověřen ílchánem Öldžejtü správou státních držav – mongolsky indžü – ve Fársu (odtud jméno dynastie), kde rychle upevnil své postavení. Zbaven funkce. |
| 2                   | Gijásuddín Kajchusrau  | 1336          | 1338/1339   | Vzepřel se snahám ílchana zbavit jeho rod moci ve Fársu. |
| 3                   | Džaláluddín Mas'úd Šáh | asi 1338      | asi 1342    | |
| 4                   | Šamsuddín Muhammad     | 1339          | 1339        | |
| 5                   | Abú Ishák              | asi 1343      | 1357        | Poražen Muzaffarovci a popraven. |

| Muzaffarovská dynastie |                          |               |             | |
| Jméno panovníka        | Jméno panovníka          | Počátek vlády | Konec vlády | Poznámka |
| 1                      | Muhammad ibn al-Muzaffar | 1313          | 1358        | Syn lokálního místodržitele ve střední Persii. Ovládl Jazd, Kermán, Isfahán a Tabríz a od smrti ílchána Abú Sa'ída vystupoval jako nezávislý panovník. |
| 2                      | Šáh Šudžá'               | 1358          | 1384        | |
| 3                      | Šáh Mahmúd               | 1363          | 1375        | |
| 4                      | Zajn al-Ábidín           | 1384          | 1387        | Stát ovládnut Tímúrem Lenkem (Tamerlánem). |

| Sarbadárové     |                                           |               |             | |
| Jméno panovníka | Jméno panovníka                           | Počátek vlády | Konec vlády | Poznámka |
| 1               | Abdurrazzák ibn Fazlulláh                 | 1332          | 1338        | Vůdce lidového povstání a zakladatel dervišské republiky v chorásánském Sabzaváru. Jeho nástupci byli voleni, oficiálním náboženským směrem ve státě se stal šíitismus. On sám byl zavražděn. |
| 2               | Vadžíhuddín Mas'úd ibn Fazlulláh          | 1338          | 1343        | |
| 3               | Muhammad Aj Tímúr                         | 1343          | 1346        | |
| 4               | Kaba Isfendijár                           | 1346          | 1347        | |
| 5               | Lutf Alláh (poprvé)                       | 1347          | 1348        | |
| 6               | Chvádža Tádžuddín Alí                     | 1348          | 1353        | |
| 7               | Jahjá ibn Karáví                          | 1353          | 1358        | |
| 8               | Záhiruddín                                | 1358          | 1359        | |
| 9               | Hajdar al-Kasab                           | 1359          | 1360        | |
| 10              | Lutf Alláh (podruhé)                      | 1360          | 1361        | |
| 11              | Hasan al-Damghání                         | 1361          | 1364        | |
| 12              | Chvádža Alí Mu'ajjad ibn Mas'úd (poprvé)  | 1364          | 1376        | |
| 13              | Ruknuddín                                 | 1376          | 1379        | |
| 14              | Chvádža Alí Mu'ajjad ibn Mas'úd (podruhé) | 1379          | 1386        | Stát ovládnut Tímúrem Lenkem (Tamerlánem). |

| Čúpánovská dynastie |                 |               |             | |
| Jméno panovníka     | Jméno panovníka | Počátek vlády | Konec vlády | Poznámka |
| 1                   | Hasan Küčük     | 1335          | 1343        | Příslušník mongolské rodiny, která výrazně přispěla k pádu ílchanátu. Roku 1338 porazil Džalájirovce Hasana a dobyl Tabríz spolu s perským Ázerbájdžánem, kde vytvořil zárodek nezávislého státního útvaru. |
| 2                   | Malik Ašraf     | 1343          | 1357        | Bratr předchozího. Jeho mocenský vliv v perském Ázerbájdžánu ukončil vpád vojsk Zlaté hordy. Popraven. |

| Džalájirovská dynastie |                    |               |             | |
| Jméno panovníka        | Jméno panovníka    | Počátek vlády | Konec vlády | Poznámka |
| 1                      | Šejch Hasan Buzurg | 1336          | 1356        | Přední velmož na dvoře posledních ílchánů. Zmocnil se téměř celého Iráku a bojoval s Čúpánovci, kteří ho porazili v červenci 1338 v bitvě u Naušahru.                                               |
| 2                      | Uvajs I.           | 1356          | 1374        | Ovládl Tabríz (1358) a perský Ázerbájdžán, kde padla vláda Čúpánovců. |
| 3                      | Hasan II.          | 1374          | 1374        | |
| 4                      | Husajn I.          | 1374          | 1382        | |
| 5                      | Bajazid            | 1382          | 1383        | |
| 6                      | Ahmad              | 1383          | 1410        | Vypuzen z Bagdádu Tímúrem Lenkem (Tamerlánem), musel hledat pomoc u egyptských mamlúků. S jejich pomocí dobyl město nazpět, roku 1401 byl však znovu vypuzen. Později opět přechodně vládcem Iráku. |
| 7                      | Šáhvalad           | 1410          | 1411        | |
| 8                      | Mahmúd I.          | 1411          | 1415        | Po útocích turkmenské dynastie Karakojunlu bylo panství Džalájirovců omezeno jen na Basru a okolí.                                                                                                  |
| 9                      | Uvajs II.          | 1415          | 1421        | |
| 10                     | Muhammad           | 1421          | 1422        | |
| 11                     | Mahmúd II.         | 1422          | 1424        | |
| 12                     | Husajn II.         | 1424          | 1432        | |

## Tímúrovská říše (cca1380–1506)
| Tímúrovská dynastie |                       |               |             | |
| Jméno panovníka     | Jméno panovníka       | Počátek vlády | Konec vlády | Poznámka |
| 1                   | Tímúr Lenk (Tamerlán) | 1370          | 1405        | Původně emír čagatajského kmene Barlas v západním Turkestánu. Do roku 1380 si podrobil své čagatajské sousedy, poté ovládl Chorásán, Džurdžán, Mázandarán a Sístán a nakonec vpadl do Iráku. Vytvořil rozlehlou říši, k níž patřila i většina Persie. |
| 2                   | Šáhruch Mírzá         | 1405          | 1447        | Tímúrův syn. V boji o moc po otcově smrti postupně prosadil svou autoritu ve velké části říše, na západě však ztratil Ázerbájdžán i s Tabrízem ve prospěch Kara Júsufa z dynastie Karakojunlu (ten zároveň odňal Irák Džalájirovci Ahmadovi).         |
| 3                   | Ulugbeg               | 1447          | 1449        | Význačný astronom. Vnitřní boje v říši. |
| 4                   | Abdullatíf            | 1449          | 1450        | |
| 5                   | Abdulláh              | 1449          | 1450        | |
| 6                   | Abú Sa'íd             | 1451          | 1469        | Upevnil znovu autoritu ústřední vlády, nakonec však přišel o život v boji s Uzun Hasanem z dynastie Akkojunlu (ten předtím vyvrátil karakojunluský stát).                                                                                             |
| 7                   | Husajn Bajkara        | 1470          | 1506        | Vládl jen v části říše (Mázandarán, Džurdžán, Herát). Zbytek Persie ovládla dynastie Akkojunlu a po ní Safíovci. |

## Turkmenské státy (cca1410–1502)
| Dynastie Karakojunlu |                 |               |             | |
| Jméno panovníka      | Jméno panovníka | Počátek vlády | Konec vlády | Poznámka |
| 1                    | Kara Júsuf      | 1389          | 1420        | Vnuk Bajráma Chvádži, hodnostáře u džalájirovského dvora Uvajse I., který si založil malé panství kolem Mosulu. Júsuf vzdoroval Tímúrovi i jeho synu Šáhruchovi a v roce 1410 dobyl na Džalájirovci Ahmadovi Irák. Sídlil v Tabrízu v perském Ázerbájdžánu. |
| 2                    | Iskandar        | 1420          | 1438        | Utrpěl dvě porážky od Tímúrovce Šáhrucha. |
| 3                    | Džahánšáh       | 1438          | 1467        | Bratr předchozího. Čelil vzrůstajícímu tlaku konkurenční turkmenské dynastie Akkojunlu s mocenským centrem v Diyarbakıru, nakonec byl poražen a zahynul. |
| 4                    | Hasan Alí       | 1467          | 1468        | |

| Dynastie Akkojunlu |                 |               |             | |
| Jméno panovníka    | Jméno panovníka | Počátek vlády | Konec vlády | Poznámka |
| 1                  | Uzun Hasan      | 1453          | 1478        | V pořadí čtvrtý vládce dynastie. Porazil Džahánšáha z dynastie Karakojunlu a po něm i Tímúrovce Abú Sa'ída a ovládl prakticky celou Persii. |
| 2                  | Chalíl          | 1478          | 1479        | |
| 3                  | Ja'kúb          | 1479          | 1491        | |
| 4                  | Bajsungur       | 1491          | 1492        | |
| 5                  | Rustam          | 1492          | 1496        | |
| 6                  | Ahmad Gevde     | 1496          | 1497        | |
| 7                  | Murád           | 1497          | 1502        | Poražen Safíovcem Ismá'ílem. |

## Safíovská říše (1501–1736)
| Safíovská dynastie |                        |               |             | |
| Jméno panovníka    | Jméno panovníka        | Počátek vlády | Konec vlády | Poznámka |
| 1                  | Ismá‘íl I.             | 1501          | 1524        | Vůdce súfijského řádu a po matce vnuk Uzun Hasana z rodu Akkojunlu. Dobyl na hašteřících se členech akkojunluské dynastie většinu Persie a stal se zakladatelem novodobého perského státu. Užíval titulu šáh. |
| 2                  | Tahmásp I.             | 1524          | 1576        | |
| 3                  | Ismá‘íl II.            | 1576          | 1577        | |
| 4                  | Muhammad Chodábende    | 1577          | 1587        | |
| 5                  | Abbás I. Veliký        | 1587          | 1629        | Nejvýznamnější safíovský vladař. Za jeho vlády se z Persie stala velmoc. |
| 6                  | Safí I.                | 1629          | 1642        | |
| 7                  | Abbás II.              | 1642          | 1666        | |
| 8                  | Safí II. (Sulajmán I.) | 1666          | 1694        | |
| 9                  | Husajn                 | 1694          | 1722        | Svržen Mírem Mahmúdem z afghánské dynastie Hótakí. Zmatky v říši. |
| 10                 | Tahmásp II.            | 1722          | 1732        | S pomocí Afšárovce Nádirkulí Bega obnovil safíovskou vládu, nakonec byl však právě Nádirkulím sesazen. |
| 11                 | Abbás III.             | 1732          | 1736        | Sesazen Nádirkulí Begem. |

## Expanze a půlstoletí nejednoty (1736–1796)
| Afšárovská dynastie |                 |               |             | |
| Jméno panovníka     | Jméno panovníka | Počátek vlády | Konec vlády | Poznámka |
| 1                   | Nádir Šáh       | 1736          | 1747        | Původně vojevůdce Tahmáspa II. a jeho přední ministr. V roce 1736 zbavil Safíovce moci, prohlásil se šáhem a zahájil expanzi proti sousedům – jeho říše zahrnovala prostor od Iráku a Ománu až po řeku Indus. Zavražděn. |
| 2                   | Ádil Šáh        | 1747          | 1748        | Postupný rozklad afšárovské říše. |
| 3                   | Ibráhím         | 1748          | 1749        | Postupný rozklad afšárovské říše. |
| 4                   | Šáhruch         | 1749/1750     | 1796        | Udržel v moci rodu jen Chorásán na východě Persie, zbytek země ovládli Zandovci. Poražen Kádžárovcem Ágá Muhammadem Chánem.                                                                                              |

| Zandovská dynastie |                   |               |             | |
| Jméno panovníka    | Jméno panovníka   | Počátek vlády | Konec vlády | Poznámka |
| 1                  | Karím Chán        | 1750          | 1779        | Vojevůdce Nádira Šáha ovládl po smrti svého patrona většinu Persie (kromě Chorásánu) a nastolil v ní řádnou správu. Neužíval titulu šáh, ale pouze vakíl (zástupce), loutkovým šáhem jmenoval Safíovce Ismá‘íla III. |
| 2                  | Abú-l-Fath Chán   | 1779          | 1779        | |
| 3                  | Muhammad Alí Chán | 1779          | 1779        | |
| 4                  | Sádik Chán        | 1779          | 1782        | |
| 5                  | Alí Murád Chán    | 1782          | 1785        | |
| 6                  | Džafar Chán       | 1785          | 1789        | |
| 7                  | Lutf Alí Chán     | 1789          | 1794        | Poražen Kádžárovcem Ágá Muhammadem Chánem a popraven. |

## Moderní Persie a Írán (1796–1979)
| jméno             | obrázek          | období vlády | život     | rodiče              | poznámky                                                                                                |
| ----------------- | ---------------- | ------------ | --------- | ------------------- | --- |
| Ágá Muhammad Šáh  | Ágá Muhammad Šáh | 1796–1797    | 1742–1797 | Muhammad Hasan Chán | Porazil na západě Zandovce a na východě Afšárovce a sjednotil vládu v Persii ve svých rukou. Zavražděn. |
| Fath Alí Šáh      | Fath Alí Šáh     | 1797–1834    | 1772–1834 | Husajn Chán         | Synovec Ágá Muhammada Šáha                                                                              |
| Muhammad Šáh      | Muhammad Šáh     | 1834–1848    | 1808–1848 | Abbás Mírzá         | Vnuk Fath Alího Šáha                                                                                    |
| Násiruddín Šáh    | Násiruddín Šáh   | 1848–1896    | 1831–1896 | Muhammad Šáh        | |
| Muzaffaruddín Šáh | Muzaffaruddín    | 1896–1907    | 1853–1907 | Násiruddín Šáh      | |
| Muhammad Alí Šáh  | Muhammad Alí     | 1907–1909    | 1872–1925 | Muzaffaruddín Šáh   | |
| Ahmad Šáh         | Ahmad Šáh        | 1909–1925    | 1898–1930 | Muhammad Alí Šáh    | |

| jméno                 | obrázek               | období vlády | život     | rodiče                         | poznámky |
| --------------------- | --------------------- | ------------ | --------- | ------------------------------ | --- |
| Rezá Šáh Pahlaví      |                       | 1925–1941    | 1878–1944 | Abbás Alí Chán Núš Afarín      | Sesadil Kádžárovce a prohlásil se novým šáhem. Usiloval o modernizaci země, avšak se zachováním panovnické moci. |
| Muhammad Rezá Pahlaví | Muhammad Rezá Pahlaví | 1941–1979    | 1919–1980 | Rezá Šáh Pahlaví Tádžo-l-Molúk | Vládl diktátorsky, svržen Islámskou revolucí.                                                                    |